# Fosseuse
Fosseuse korábbi község Franciaországban, Oise megyében. Lakosainak száma 729 fő (2018. január 1.). Fosseuse Amblainville, Anserville, Bornel és Esches községekkel határos.
2016. január 1-jén a régi Bornel és Anserville korábbi községekkel egyesült és az így létrejött (azonos nevű) Bornel új község része lett.

## Népesség
A település népességének változása:
| Lakosok száma | 180  | 194  | 228  | 572  | 677  | 738  | 743  | 738  | 732  | 729  |
|               | 1962 | 1968 | 1975 | 1982 | 1990 | 2008 | 2013 | 2015 | 2017 | 2018 |